# Paulino Pallás
Paulino Pallás Latorre (1 de diciembre de 1862-6 de octubre de 1893) fue un anarquista español de la segunda mitad del siglo XIX. Ganó notoriedad por el intento de asesinato de Arsenio Martínez Campos, por entonces capitán general de Cataluña, durante un desfile militar, el 24 de septiembre de 1893. Fue ejecutado por un pelotón de fusilamiento el 6 de octubre de 1893. Algunos historiadores le atribuyen también el atentado en el Teatro de Alcántara de Río de Janeiro el 1 de mayo de 1891.

## Biografía

### Primeros años
Nació en 1862 en la localidad tarraconense de Cambrils, en Cataluña. Era el hijo de un albañil de Maella, tuvo una infancia muy difícil y llegó a pasar períodos de hambre en varias ocasiones. Aprendió solo a leer y escribir e incluso desde adolescente trabajó de vendedor viajando por toda España, además de Francia e Italia. En sus viajes contactó y conoció a los anarquistas y su literatura, y pronto se convirtió en un gran lector.

### Viaje por América del Sur
Viajó a la Argentina y allí conoció a Errico Malatesta, con el que hizo un viaje a la Patagonia. Residió en Rosario donde obtuvo fama de hombre muy culto e instruido. Participó en mítines y manifestaciones de anarcocomunistas por la Argentina celebrando el Primero de mayo de 1890 en Rosario. Enseguida viajó para el Brasil donde se indignó por las malas condiciones que padecían los trabajadores brasileños. Según algunos historiadores Pallás habría lanzado una bomba en el Teatro Alcántara de Río de Janeiro el 1 de mayo de 1891.

### Retorno a España
Perseguido, Paulino volvió a Barcelona, donde se encontró con Malatesta. Incapaz de encontrar un trabajo normal, compró una máquina de coser y empezó a trabajar para una fábrica textil. En esa época se convirtió en parte del colectivo Benvenuto Salud junto a Manuel Archs Solanelles y Pere Marbá, el grupo aprendió el oficio de impresor y comenzó a publicar textos anarquistas. Por esta época se relacionó con una mujer con la que tuvo un hijo.

### El atentado de laGran Vía

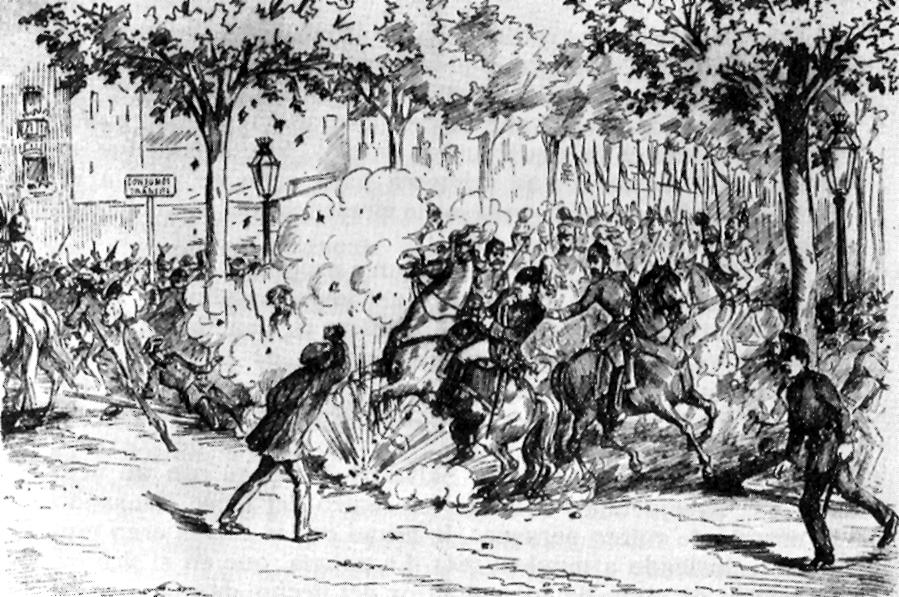
Ilustración de un periódico de la época sobre el atentado de Paulino Pallás

El 24 de septiembre de 1893, y en festejo del día del santo de la princesa de Asturias, el general Martínez Campos había dispuesto un desfile militar en la  Gran Vía de Barcelona. Paulino Pallás lanzó dos bombas Orsini contra las patas del caballo y lateral del carro del capitán general al grito de "viva la anarquía", causándole heridas leves a él y a los generales Castellví y Clemente y matando al guardia civil Jaime Tous[cita requerida]; además quedaron una decena de heridos.

#### Motivaciones del atentado
En enero de 1892, después de dos años de persecución estatal, se inició en Jerez una rebelión campesina. Las organizaciones campesinas de inspiración anarquista fueron severamente reprimidas. El estado movilizó a las fuerzas armadas que intervinieron violentamente de manera desproporcionada deteniendo y torturando a cientos de personas. Dieciséis hombres fueron juzgados y condenados a penas que iban desde los diez años de prisión a cadena perpetua. El anarquista Fermín Salvochea fue juzgado por incitación a la rebelión, a pesar de que estaba encarcelado en la prisión de Cádiz durante el incidente. Cuatro de ellos fueron ejecutados el 16 de febrero. En respuesta, Pallás decidió actuar contra la vida del autor principal de las operaciones,[cita requerida] el General Arsenio Martínez Campos.

#### Prisión y ejecución

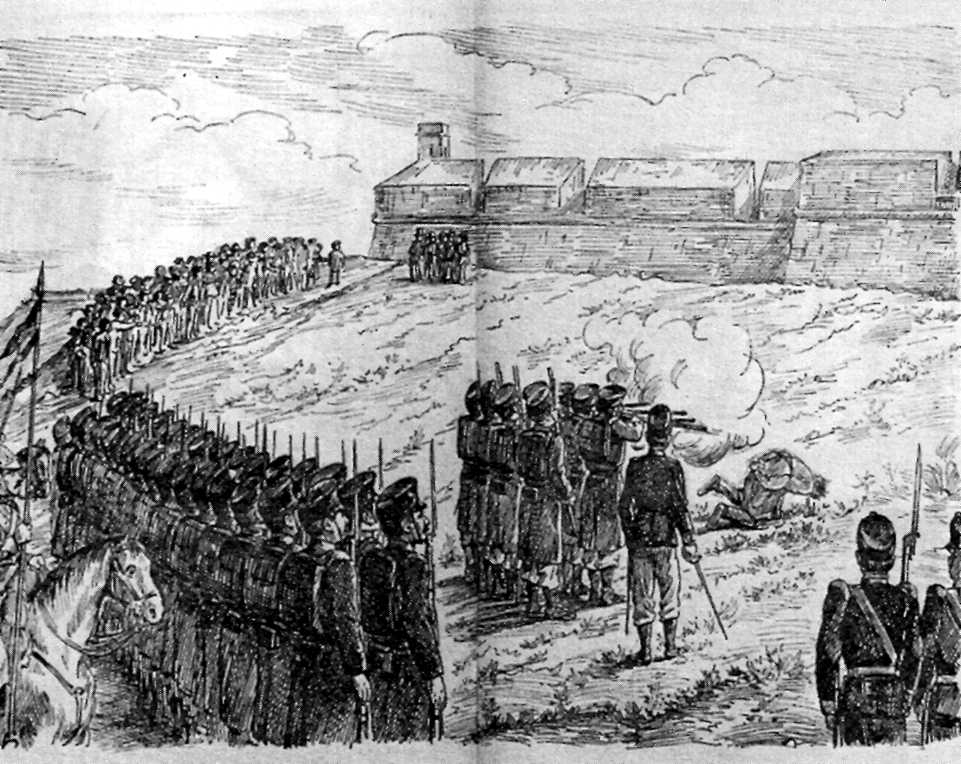
Ilustración de un periódico de la época sobre la ejecución de Paulino Pallás

Luego de arrojar las dos bombas, Paulino Pallás lanzó su sombrero a lo alto y continuó gritando Viva la Anarquía. Fue detenido de inmediato, juzgado y condenado el día 29 de septiembre y fusilado el 6 de octubre en el patio de la prisión del castillo de Montjuic, en Barcelona. Antes de morir Pallás les espetó a sus ejecutores que la venganza por su muerte sería todavía más terrible que las causas por las que lo mataban.

#### Consecuencias
El «atentado de la Gran Vía», como se conoció en esa época, tuvo gran repercusión en la conferencia anarquista de Chicago de ese año, donde se consideró la acción de Pallás justificada por los terribles actos cometidos hasta entonces por el Estado español, no sólo en contra de sus ciudadanos, sino también en sus colonias. Los anarquistas de todo el mundo apoyaron la acción de Pallás y muchos periódicos anarquistas de la época, entre ellos La Controversia, El Oprimido y La Revancha, expresaron su apoyo a la acción contra Martínez Campos, considerando una delito contra la humanidad que se lo nombrase capitán general de Cataluña.[cita requerida]
Un día después de su ejecución, una carta autobiográfica, escrita por Pallás el 3 de octubre de 1893, fue publicada en el diario El País. Paradójicamente, el general Martínez Campos protegió a la familia de Pallás empleando a su pareja para trabajar como ayudante en la cocina de su casa, cuidando de la salud y la educación de su hijo durante toda su vida. En la edad adulta, el hijo de Pallás acabó convirtiéndose en un activista líder de la Unión de Libre Comercio, la que también era denominada como «sindicalismo libre» que, a pesar del nombre de la organización, era una entidad que se opondría a las organizaciones anarquistas y progresistas de las siguientes décadas.

#### Represalias
El 7 de noviembre de 1893, en venganza por la ejecución de Pallás, Santiago Salvador Franch arrojó dos artefactos explosivos contra la platea de la ópera del Liceo de Barcelona durante la presentación de la ópera Guillermo Tell. Murieron 22 personas y cerca de 50 resultaron heridas. Salvador Franch fue condenado a muerte y ejecutado el 21 de noviembre de 1894.
El 7 de junio de 1896, también en Barcelona, una bomba explotó en medio de la procesión de Corpus Christi, con el resultado de 12 muertos y 44 heridos.